# Fetkova lípa
Fetkova lípa je solitérní památný strom - lípa velkolistá (Tilia platyphyllos Scop.) v Bohdíkově v okrese Šumperk v Olomouckém kraji. Nachází se také na levém břehu řeky Morava v geomorfologickém celku Hanušovická vrchovina na Moravě.

## Historie a popis
Fetkova lípa se nachází před domem čp. 22 v katastrálním území Dolní Bohdíkov. Je pojmenována podle majitele přilehlého stavení. Strom není v nejlepším zdravotním stavu a zarážející je zřejmý nepoměr velikosti kmene stromu k velikosti koruny stromu. Koruna, která je poškozena, je jištěna zabezpečovací vazbou. Podle údajů:
| Výška stromu:                   | 18,0 m                             |
| Obvod kmene (ve výčetní výšce): | 4,30 m                             |
| Ochranné pásmo stromu:          | vyhlášené v souladu s legislativou |
| Stáří stromu k roku 2020:       | asi 320 let                        |
| Dalum prvního vyhlášení:        | 24. srpna 1982                     |

## Galerie

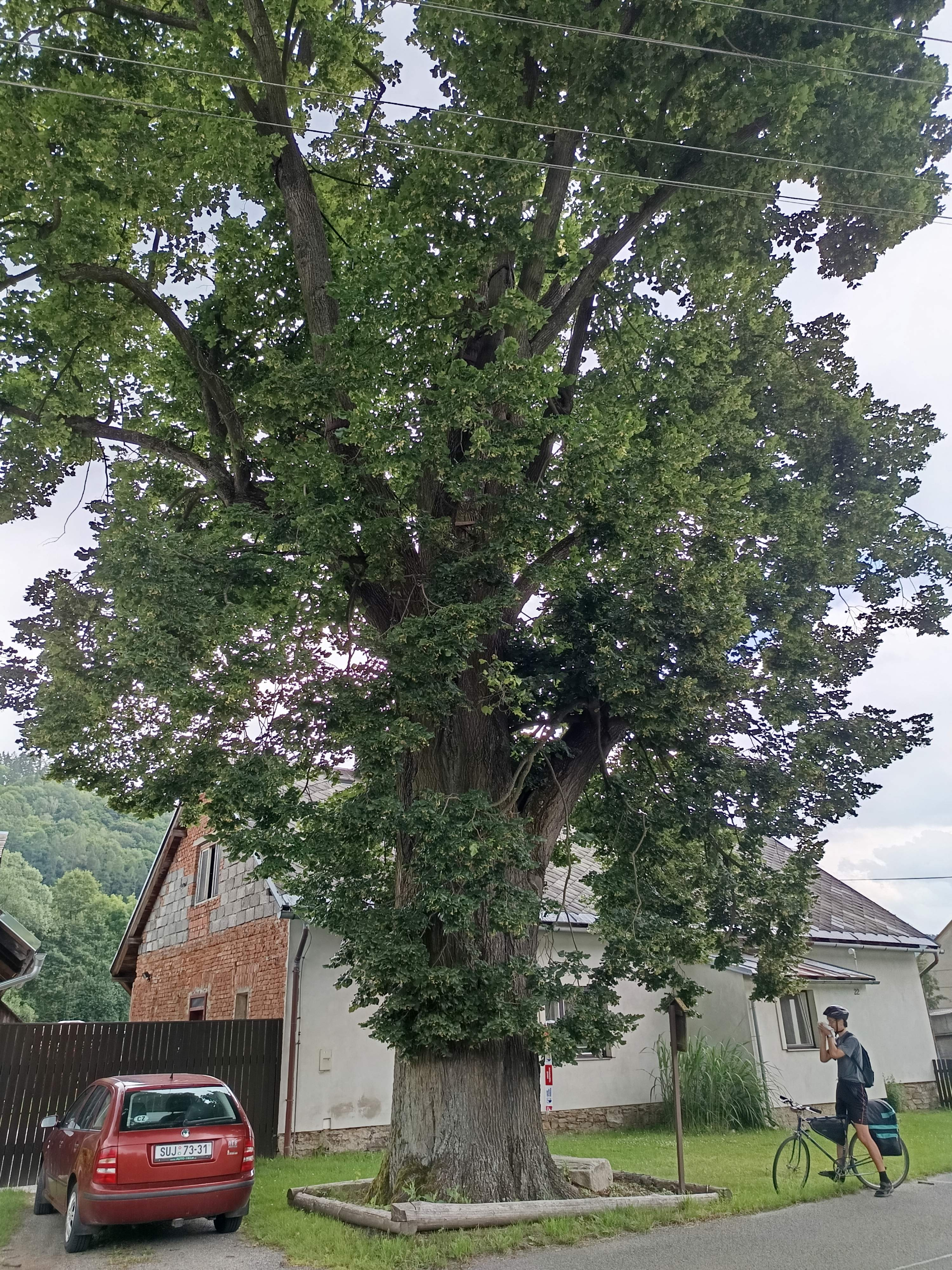
Cyklista u Fetkovy lípy

## Další informace
Fetkova lípa je celoročně volně přístupná a nachází se na cyklotrase Moravská stezka, EuroVelo4 aj.